# Coupe du Portugal de football 2019-2020
Navigation
Coupe du Portugal 2018-2019 Coupe du Portugal 2020-2021
La Coupe du Portugal de football 2019-2020 ou Taça de Portugal 2019-2020 en portugais, est la 80e édition de la Coupe du Portugal de football. La plus grande compétition éliminatoire du football portugais. La compétition débute avec les matches du premier tour le 7 septembre 2019 et se termine avec la finale le 1er août 2020, initialement prévue fin mai et reportée, en raison de la pandémie de Covid-19. Le vainqueur se qualifie pour la phase de groupes de la Ligue Europa 2020-2021.
Elle est contestée par 144 clubs, y compris des équipes des trois premiers rangs du système de ligues de football portugais, des représentants des ligues et coupes de district de quatrième rang. C'est la deuxième saison à permettre une quatrième substitution dans le temps supplémentaire.
Le FC Porto remporte sa 17e Coupe du Portugal en battant en finale le Benfica.

## Format
| Tour                       | Clubs restants | Clubs impliqués | Gagnants du tour précédent | Nouvelles entrées ce tour | Ligues entrant à ce tour                             |
| Premier tour               | 144            | 112             | aucun                      | 112                       | Campeonato de Portugal (3e) Ligue des districts (4e) |
| Deuxième tour              | 110            | 92              | 56 + 22                    | 14                        | LigaPro (2e)                                         |
| Trente-deuxièmes de finale | 64             | 64              | 46                         | 18                        | Primeira Liga (1er)                                  |
| Seizièmes de finale        | 32             | 32              | 32                         | aucun                     | aucun                                                |
| Huitièmes de finale        | 16             | 16              | 16                         | aucun                     | aucun                                                |
| Quarts de finale           | 8              | 8               | 8                          | aucun                     | aucun                                                |
| Demi finales               | 4              | 4               | 4                          | aucun                     | aucun                                                |
| Finale                     | 2              | 2               | 2                          | aucun                     | aucun                                                |

## Équipes
Au total, 144 équipes s'affronteront dans le Taça de Portugal 2019-2020: 18 équipes de Primeira Liga , 14 équipes de LigaPro , 71 équipes de Campeonato de Portugal et 41 équipes de la Ligue des districts .
| Primera Liga                                                                                              | Primera Liga | LigaPro                                                                                            | LigaPro                                                                                               |
| --- | --- | -------------------------------------------------------------------------------------------------- | --- |
| - Aves - Belenenses SAD - Benfica - Boavista - SC Braga - Famalicão - Gil Vicente - Maritimo - Moreirense | - Paços de Ferreira - Portimonense - FC Porto - Rio Ave - Santa Clara - Sporting CP T - Tondela - Vitória SC - Vitoria Sétubal | - Académica - Academico Viseu - Casa Pia - Chaves - Cova da Piedade - Estoril - Farense - Feirense | - Leixões - Mafra - Nacional - Oliveirense - Penafiel - Sporting da Covilhã - Varzim - Vilafranquense |

| Campeonato de Portugal | Campeonato de Portugal | Campeonato de Portugal | Campeonato de Portugal |
| --- | --- | --- | --- |
| - Berço SC - Bragança - Câmara de Lobos - Cerveira - Chaves Satélite - Fafe - Maria da Fonte - Merelinense - Mirandela - C.D.C Montalegre - AD Oliveirense - Pedras Salgadas - São Martinho - CF União - Vila Real - Vizela | - Arouca - Amarante - Canelas 2010 - Castro Daire - Coimbrões - Espinho - Felgueiras 1932 - Ginasio Figueirense (C.Rodrigo) - Gondomar - Leça - Lusitânia Lourosa - Lusitano Vildemoinhos - Paredes - Pedras Rubas - Sanjoanense - Trofense - Valadares Gaia - Vila Real | - Recreio de Agueda - Anadia - Beira-Mar - Benfica Castelo Branco - Caldas SC - Condeixa - Fatima - Fontinhas - Marinhense - Oleiros - Oliveira do Hospital - Praiense - Sertanense - Sporting Ideal - Torreense - União de Leiria - União Santarém - Vitoria da Sernache | - 1.º Dezembro - Alverca - Amora - Armacenenses - Esperança de Lagos - Fabril - Louletano - Lusitano Ginasio Clube de Évora SAD - Mineiro Aljustrelense - Olhanense - Olímpico Montijo - Oriental Lisboa - Pinhalnovense - Real Sport Clube - Sacavenense - Sintra Football - Sintrense - Loures |

| Ligue des districts | Ligue des districts | Ligue des districts | Ligue des districts |
| --- | --- | --- | --- |
| Algarve FA (2e):Moncarapachense (CW):Ferreiras Angra do Heroísmo FA (1er):SC Lusitânia Aveiro FA (2e):Bustelo (CW):S.João Ver Beja FA (2e):Penedo Gordo (CW):Praia Milfontes Braga FA (2e):Prado (CW):Pevidém Bragança FA (2e):Carção (CR):Rebordelo | Castelo Branco FA (2e):Aguias do Moradal (3e):Vila Velha de Rodão Coimbra FA (3e):Ançã (4e):Pampilhosense Évora FA (2e):Estrela de Vendas Novas (CW):Juventude Évora Guarda FA (2e):Manteigas (CW):Vila Cortez Horta FA 1er:Fayal Leiria FA (2e):Amigos da Paz (3e):Portomosense | Lisbonne FA (2e):Pêro Pinheiro (CR):Coutada Madère FA (CW):Porto da Cruz Ponta Delgada FA aucun Portalegre FA (2e):Electrico (CW):FC Crato Porto FA (3e):Rebordosa (CW):Vilarinho | Santarém FA (2e):Coruchense (3e):União de Almeirim Setúbal FA (3e):Vasco da Gama Sines (CW) Viana do Castelo FA (2e):Atletico Arcos de Valdevez (CR):Ponte da Barca Vila Real FA (2e):Régua (CR):Vila Pouca Viseu FA (2e):Mortagua (CW):Ferreira de Aves |

## Horaire
Tous les tirages au sort ont lieu au siège de la FPF à Cidade do Futebol, à Oeiras. Les horaires de coup d'envoi des matchs sont en WET ( UTC ± 0 ) du quatrième tour aux demi-finales, et en WEST ( UTC + 1 ) lors du reste de la compétition.
| Tour             | Date du tirage | Rendez-vous                           | Agencements | Les équipes                                       | Prix gagné pour les équipes |
| Premier tour     |                | Samedi 6 et Dimanche 7 Septembre 2019 | 56          | 144 → 110                                         | 3 000,00 €                  |
| Deuxième tour    |                |                                       | 46          | 110 → 64                                          | 4 000,00 €                  |
| Troisième tour   |                |                                       | 32          | 64 → 32                                           | 5 000,00 €                  |
| Quatrième tour   |                |                                       | 16          | 32 → 16                                           | 6 000,00 €                  |
| Cinquième tour   |                |                                       | 8           | 16 → 8                                            | 9 000,00 €                  |
| Quarts de finale |                |                                       | 4           | 8 → 4                                             | 12 000,00 €                 |
| Demi-finales     |                | 4                                     | 4 → 2       | 17 500,00 €                                       |                             |
| Finale           |                | 1                                     | 2 → 1       | 150 000 € (finaliste perdant) 300 000 € (gagnant) |                             |

## Premier Tour
Nombres d'équipes au 1ertour par divisions
| Primeira Liga      | LigaPro            | Campeonato de Portugal | District FAs | Total   |
| ------------------ | ------------------ | ---------------------- | ------------ | ------- |
| Pas encore entrées | Pas encore entrées | 69/69                  | 41/41        | 110/110 |

| Date             | Locaux                | Score          | Visiteurs                           |
| ---------------- | --------------------- | -------------- | ----------------------------------- |
| 7 septembre 2019 | Esperança de Lagos    | 1-0            | Lusitano Ginasio Clube de Évora SAD |
| 7 septembre 2019 | Câmara de Lobos       | 0-4            | Felgueiras 1932                     |
| 7 septembre 2019 | Pevidém               | 1-3            | Berço SC                            |
| 7 septembre 2019 | São João Ver          | 0-3            | Sanjoanense                         |
| 7 septembre 2019 | Manteigas             | 1-3            | Bustelo                             |
| 7 septembre 2019 | Sintra Football       | 1-0            | Loures                              |
| 7 septembre 2019 | SC Lusitânia          | 1-2            | Amora                               |
| 8 septembre 2019 | Sertanense            | 1-1 (5-3 pen.) | Oleiros                             |
| 8 septembre 2019 | Alverca               | 3-0            | Sacavenense                         |
| 8 septembre 2019 | CF União              | 1-0            | Vila Real                           |
| 8 septembre 2019 | Mineiro Aljustrelense | 3-2            | Vasco da Gama Sines                 |
| 8 septembre 2019 | Maria da Fonte        | 3-0            | Bragança                            |
| 8 septembre 2019 | Amigos da Paz         | 2-3            | Portomosense                        |
| 8 septembre 2019 | Merelinense           | 0-0 (5-4 pen.) | Ponte da Barca                      |
| 8 septembre 2019 | Mirandela             | 2-0            | Atletico Arcos de Valdevez          |
| 8 septembre 2019 | União de Leiria       | 5-0            | FC Crato                            |
| 8 septembre 2019 | Paredes               | 0-0 (2-4 pen.) | Lusitânia Lourosa                   |
| 8 septembre 2019 | Gondomar              | 3-1            | Leça                                |
| 8 septembre 2019 | Lusitano Vildemoinhos | 3-2            | Ançã                                |
| 8 septembre 2019 | União de Almeirim     | 2-3            | União Santarém                      |
| 8 septembre 2019 | Electrico             | 0-7            | Benfica Castelo Branco              |
| 8 septembre 2019 | Penedo Gordo          | 2-0            | Praia Milfontes                     |
| 8 septembre 2019 | Louletano             | 1-0            | Ferreiras                           |
| 8 septembre 2019 | Beira-Mar             | 6-0            | Pampilhosense                       |
| 8 septembre 2019 | Recreio de Agueda     | 5-0            | Ferreira de Aves                    |
| 8 septembre 2019 | Fafe                  | 3-0            | Rebordelo                           |
| 8 septembre 2019 | Vila Velha de Rodão   | 0-5            | Caldas SC                           |
| 8 septembre 2019 | Pedras Salgadas       | 3-1            | Vila Pouca                          |
| 8 septembre 2019 | Pedras Rubas          | 0-3            | Vizela                              |
| 8 septembre 2019 | Aguias do Moradal     | 2-4            | Vitoria da Sernache                 |
| 8 septembre 2019 | Olhanense             | 1-0            | Armacenenses                        |
| 8 septembre 2019 | C.D.C. Montalegre     | 1-0            | Cerveira                            |
| 8 septembre 2019 | Vila Cortez           | 0-3            | Ginasio Figueirense (C.Rodrigo)     |
| 8 septembre 2019 | Vilarinho             | 0-2            | AD Oliveirense                      |
| 8 septembre 2019 | Arouca                | 5-0            | Rebordosa                           |
| 8 septembre 2019 | Coutada               | 2-0            | Fayal                               |
| 8 septembre 2019 | Juventude Évora       | 2-2 (6-7 pen.) | Moncarapachense                     |
| 8 septembre 2019 | Porto da Cruz         | 0-3            | São Martinho                        |
| 8 septembre 2019 | Amarante              | 2-1            | Trofense                            |
| 8 septembre 2019 | Condeixa              | 0-0 (5-4 pen.) | Oliveira do Hospital                |
| 8 septembre 2019 | Sintrense             | 1-0            | Coruchense                          |
| 8 septembre 2019 | Real Sport Clube      | 4-1            | Estrela de Vendas Novas             |
| 8 septembre 2019 | Oriental Lisboa       | 2-0            | Sporting Ideal                      |
| 8 septembre 2019 | Prado                 | 1-2            | Carção                              |
| 8 septembre 2019 | Canelas 2010          | 3-1            | Valadares Gaia                      |
| 8 septembre 2019 | Pêro Pinheiro         | 2-2 (4-2 pen.) | 1° Dezembro                         |
| 8 septembre 2019 | Mortagua              | 4-2            | Anadia                              |
| 8 septembre 2019 | Espinho               | 2-0            | Castro Daire                        |
| 8 septembre 2019 | Marinhense            | 0-0 (1-4 pen.) | Fatima                              |
| 8 septembre 2019 | Coimbrões             | 4-1            | Régua                               |
| 8 septembre 2019 | São Roque (Açores)    | 0-1            | Torreense                           |
| 8 septembre 2019 | Praiense              | 4-0            | Fabril                              |
| 8 septembre 2019 | Rabo de Peixe         | 1-0            | Olímpico Montijo                    |
| 8 septembre 2019 | Fontinhas             | 1-3            | Pinhalnovense                       |
| 8 septembre 2019 | Velense               | 0-5            | Alcochetense                        |

## Deuxième Tour

### Repêchage
Les 21 équipes suivantes, perdantes du premier tour, ont été sélectionnées pour participer au second tour:
| Aguias do Moradal          | Lusitano Ginasio Clube de Évora SAD |
| Anadia                     | Marinhense                          |
| Ançã                       | Olímpico Montijo                    |
| Atletico Arcos de Valdevez | Pevidém                             |
| Coruchense                 | Prado                               |
| Electrico                  | São João Ver                        |
| Fabril                     | Sporting Ideal                      |
| Fontinhas                  | Valadares Gaia                      |
| Leça                       | Vasco da Gama Sines                 |
| Loures                     | Vila Pouca                          |
| SC Lusitânia               |                                     |

Nombres d'équipes au 2etour par divisions
| Primeira Liga      | LigaPro | Campeonato de Portugal | District FAs | Total  |
| ------------------ | ------- | ---------------------- | ------------ | ------ |
| Pas encore entrées | 18/18   | 53/72                  | 21/41        | 92/110 |

| Date              | Locaux                     | Score          | Visiteurs                           |
| ----------------- | -------------------------- | -------------- | ----------------------------------- |
| 29 septembre 2019 | Alcochetense               | 0-4            | Leixões                             |
| 29 septembre 2019 | Coruchense                 | 0-4            | Olímpico Montijo                    |
| 29 septembre 2019 | Portomosense               | 0-3            | Alverca                             |
| 29 septembre 2019 | Canelas 2010               | 4-0            | Ançã                                |
| 29 septembre 2019 | Coimbrões                  | 3-1            | Prado                               |
| 29 septembre 2019 | Loures                     | 2-2 (4-2 pen.) | Lusitano Ginasio Clube de Évora SAD |
| 29 septembre 2019 | Amora                      | 2-1            | São João Ver                        |
| 29 septembre 2019 | Penedo Gordo               | 0-1            | Fabril                              |
| 29 septembre 2019 | Atletico Arcos de Valdevez | 0-5            | Praiense                            |
| 29 septembre 2019 | AD Oliveirense             | 2-1            | Felgueiras 1932                     |
| 29 septembre 2019 | CF União                   | 1-2            | Fafe                                |
| 29 septembre 2019 | Sintra Football            | 2-0            | Amarante                            |
| 29 septembre 2019 | Moncarapachense            | 0-1            | Sertanense                          |
| 29 septembre 2019 | Benfica Castelo Branco     | 3-2            | Olhanense                           |
| 29 septembre 2019 | Coutada                    | 0-4            | Fatima                              |
| 29 septembre 2019 | Gondomar                   | 0-1            | Valadares Gaia                      |
| 29 septembre 2019 | São Martinho               | 0-0 (2-4 pen.) | Merelinense                         |
| 29 septembre 2019 | Maria da Fonte             | 1-5            | Pedras Salgadas                     |
| 29 septembre 2019 | Pêro Pinheiro              | 0-0 (3-4 pen.) | Vitoria da Sernache                 |
| 29 septembre 2019 | Sintrense                  | 1-2            | Anadia                              |
| 29 septembre 2019 | Beira-Mar                  | 2-0            | Bustelo                             |
| 29 septembre 2019 | Recreio de Agueda          | 4-1            | Oriental Lisboa                     |
| 29 septembre 2019 | Aguias do Moradal          | 1-0            | Torreense                           |
| 29 septembre 2019 | Esperança de Lagos         | 1-3            | Pevidém                             |
| 29 septembre 2019 | Lusitânia Lourosa          | 4-2            | Sporting da Covilhã                 |
| 29 septembre 2019 | Mineiro Aljustrelense      | 0-2            | Casa Pia                            |
| 29 septembre 2019 | Mirandela                  | 1-2            | Chaves                              |
| 29 septembre 2019 | Vila Pouca                 | 0-4            | Mafra                               |
| 29 septembre 2019 | Mortagua                   | 2-3            | Penafiel                            |
| 29 septembre 2019 | Carção                     | 0-2            | Vilafranquense                      |
| 29 septembre 2019 | Berço SC                   | 1-3            | Feirense                            |
| 29 septembre 2019 | Leça                       | 0-0 (4-3 pen.) | Oliveirense                         |
| 29 septembre 2019 | Caldas SC                  | 0-1            | Varzim                              |
| 29 septembre 2019 | Lusitano Vildemoinhos      | 0-1            | Académica                           |
| 29 septembre 2019 | Pinhalnovense              | 1-2            | Estoril                             |
| 29 septembre 2019 | C.D.C. Montalegre          | 0-1            | Marinhense                          |
| 29 septembre 2019 | Condeixa                   | 0-0 (5-4 pen)  | SC Lusitânia                        |
| 29 septembre 2019 | Electrico                  | 1-6            | Arouca                              |
| 29 septembre 2019 | União de Leiria            | 0-1            | Real Sport Clube                    |
| 29 septembre 2019 | Vizela                     | 6-1            | Fontinhas                           |
| 29 septembre 2019 | Espinho                    | 2-0            | Nacional                            |
| 29 septembre 2019 | Vasco da Gama Sines        | 0-4            | Cova da Piedade                     |
| 29 septembre 2019 | União Santarém             | 1-2            | Farense                             |
| 29 septembre 2019 | Louletano                  | 1-1 (4-2 pen.) | Ginasio Figueirense (C.Rodrigo)     |
| 29 septembre 2019 | Sporting Ideal             | 0-1            | Sanjoanense                         |
| 29 septembre 2019 | Rabo de Peixe              | 0-1            | Academico Viseu                     |

## Trente-deuxièmes de finale
| Primeira Liga | LigaPro | Campeonato de Portugal | District FAs | Total  |
| ------------- | ------- | ---------------------- | ------------ | ------ |
| 18/18         | 13/18   | 31/72                  | 2/41         | 64/110 |

L'équipe de Pévidem a été désignée petit poucet de la compétition
| Date            | Locaux              | Score            | Visiteurs              |
| --------------- | ------------------- | ---------------- | ---------------------- |
| 17 octobre 2019 | Alverca             | 2-0              | Sporting T             |
| 18 octobre 2019 | Cova da Piedade     | 0-4              | Benfica                |
| 19 octobre 2019 | Condeixa            | 0-1              | Rio Ave                |
| 19 octobre 2019 | Sintra Football     | 1-1 (4-2 pen.)   | Vitória SC             |
| 19 octobre 2019 | Amora               | 0-1              | Sanjoanense            |
| 19 octobre 2019 | Pevidém             | 0-2              | Belenenses SAD         |
| 19 octobre 2019 | Academico Viseu     | 3-1              | Real Sport Clube       |
| 19 octobre 2019 | Espinho             | 2-1              | Vilafranquense         |
| 19 octobre 2019 | Fabril              | 1-3              | Moreirense             |
| 19 octobre 2019 | Louletano           | 1-2              | Paços de Ferreira      |
| 19 octobre 2019 | Penafiel            | 0-2              | Gil Vicente            |
| 19 octobre 2019 | Farense             | 5-2              | Aves                   |
| 19 octobre 2019 | Feirense            | 3-0              | CD Tondela             |
| 19 octobre 2019 | Académica           | 2-1              | Portimonense           |
| 19 octobre 2019 | Coimbrões           | 0-5              | FC Porto               |
| 19 octobre 2019 | Leça                | 1-3              | SC Braga               |
| 20 octobre 2019 | AD Oliveirense      | 0-3              | Santa Clara            |
| 20 octobre 2019 | Lusitânia Lourosa   | 1-1 (5-6 pen.)   | Famalicão              |
| 20 octobre 2019 | Chaves              | 2-1              | Boavista               |
| 20 octobre 2019 | Aguias do Moradal   | 0-5              | Vitória Sétubal        |
| 20 octobre 2019 | Beira-Mar           | 2-2 (5-4 pen.)   | Maritimo               |
| 20 octobre 2019 | Varzim              | 1-0              | Estoril                |
| 20 octobre 2019 | Valadares Gaia      | 0-0 (10-11 pen.) | Canelas 2010           |
| 20 octobre 2019 | Mafra               | 1-0              | Fafe                   |
| 20 octobre 2019 | Marinhense          | 1-0              | Fatima                 |
| 20 octobre 2019 | Vitoria da Sernache | 0-0 (4-5 pen.)   | Sertanense             |
| 20 octobre 2019 | Leixões             | 4-2              | Praiense               |
| 20 octobre 2019 | Loures              | 4-2              | Benfica Castelo Branco |
| 20 octobre 2019 | Pedras Salgadas     | 1-0              | Recreio de Agueda      |
| 20 octobre 2019 | Casa Pia            | 1-3              | Vizela                 |
| 20 octobre 2019 | Arouca              | 1-0              | Merelinense            |
| 20 octobre 2019 | Olímpico Montijo    | 0-1              | Anadia                 |

## Seizièmes de finale
Nombres d'équipes aux seizièmes de finale par divisions
| Primeira Liga | LigaPro | Campeonato de Portugal | District FAs | Total  |
| ------------- | ------- | ---------------------- | ------------ | ------ |
| 11/18         | 7/18    | 14/72                  | 0/41         | 32/110 |

| Date             | Locaux            | Score          | Visiteurs       |
| ---------------- | ----------------- | -------------- | --------------- |
| 22 novembre 2019 | Leixões           | 1-4            | Santa Clara     |
| 22 novembre 2019 | Varzim            | 1-0            | Loures          |
| 23 novembre 2019 | Sertanense        | 2-1            | Farense         |
| 23 novembre 2019 | Academico Viseu   | 1-0            | Feirense        |
| 23 novembre 2019 | Espinho           | 3-2            | Arouca          |
| 23 novembre 2019 | Famalicão         | 1-0            | Académica       |
| 23 novembre 2019 | SC Braga          | 1-0            | Gil Vicente     |
| 23 novembre 2019 | Vizela            | 1-2            | Benfica         |
| 24 novembre 2019 | Moreirense        | 1-3            | Mafra           |
| 24 novembre 2019 | Anadia            | 2-1            | Beira-Mar       |
| 24 novembre 2019 | Pedras Salgadas   | 0-0 (5-6 pen.) | Canelas 2010    |
| 24 novembre 2019 | Paços de Ferreira | 1-0            | Sanjoanense     |
| 24 novembre 2019 | Sintra Football   | 0-2            | Marinhense      |
| 24 novembre 2019 | Rio Ave           | 1-0            | Alverca         |
| 24 novembre 2019 | FC Porto          | 4-0            | Vitória Sétubal |
| 24 novembre 2019 | Chaves            | 1-0            | Belenenses SAD  |

## Huitièmes de finale
Nombres d'équipes aux huitièmes de finale par divisions
| Primeira Liga | LigaPro | Campeonato de Portugal | District FAs | Total  |
| ------------- | ------- | ---------------------- | ------------ | ------ |
| 7/18          | 4/18    | 5/72                   | 0/41         | 16/110 |

| Date             | Locaux            | Score | Visiteurs    |
| ---------------- | ----------------- | ----- | ------------ |
| 17 décembre 2019 | Academico Viseu   | 1-0   | Chaves       |
| 17 décembre 2019 | Varzim            | 2-1   | Anadia       |
| 17 décembre 2019 | Marinhense        | 0-2   | Rio Ave      |
| 18 décembre 2019 | Sertanense        | 0-1   | Canelas 2010 |
| 18 décembre 2019 | Paços de Ferreira | 3-0   | Espinho      |
| 18 décembre 2019 | Benfica           | 2-1   | SC Braga     |
| 19 décembre 2019 | FC Porto          | 1-0   | Santa Clara  |
| 19 décembre 2019 | Famalicão         | 3-0   | Mafra        |

## Quarts de finale
Nombres d'équipes en quarts de finale par division
| Primeira Liga | LigaPro | Campeonato de Portugal | District FAs | Total |
| ------------- | ------- | ---------------------- | ------------ | ----- |
| 5/18          | 2/18    | 1/72                   | 0/41         | 8/110 |

| Date            | Locaux            | Score | Visiteurs    |
| --------------- | ----------------- | ----- | ------------ |
| 14 janvier 2020 | Paços de Ferreira | 0 - 1 | Famalicão    |
| 14 janvier 2020 | Benfica           | 3 - 2 | Rio Ave      |
| 15 janvier 2020 | Academico Viseu   | 1 - 0 | Canelas 2010 |
| 16 janvier 2020 | FC Porto          | 2 - 0 | Varzim       |

## Demi-finales
Nombres d'équipes en demi-finales par division
| Primeira Liga | LigaPro | Campeonato de Portugal | District FAs | Total |
| ------------- | ------- | ---------------------- | ------------ | ----- |
| 3/18          | 1/16    | 0/72                   | 0/41         | 4/110 |

| Équipe          | Aller | Total | Retour | Équipe    |
| --------------- | ----- | ----- | ------ | --------- |
| Benfica         | 3-2   | 4-3   | 1-1    | Famalicão |
| Académico Viseu | 1-1   | 1-4   | 0-3    | FC Porto  |

| 4 février 2020 | Benfica                                                  | 3-2   | Famalicão                                      | Estadio da Luz, Lisbonne |  |
| 20h15          | Pizzi 53e (pen.) · Rafa Silva 78e · Gabriel Appelt 90+5e | (0-0) | Pedro Gonçalves (Pote) 60e · Toni Martínez 73e |                          |  |

| 5 février 2020 | Académico Viseu | 1-1   | FC Porto    | Estádio do Fontelo, Viseu |  |
| 21h45          | João Mario 70e  | (0-0) | Zé Luis 59e |                           |  |

| 11 février 2020 | Famalicão         | 1-1   | Benfica   | Estádio Municipal de Famalicão, Vila Nova de Famalicão |  |
|                 | Toni Martínez 78e | (0-1) | Pizzi 24e |                                                        |  |

| 12 février 2020 | FC Porto                                                   | 3-0   | Académico Viseu | Estadio do Dragao, Porto |  |
|                 | Alex Telles 19e (pen.) · Zé Luis 64e · Sérgio Oliveira 72e | (1-0) |                 |                          |  |

## Finale
Nombres d'équipes en finale par division
| Primeira Liga | LigaPro | Campeonato de Portugal | District FAs | Total |
| ------------- | ------- | ---------------------- | ------------ | ----- |
| 2/18          | 0/18    | 0/72                   | 0/41         | L     |

Initialement programmée fin mai au Estádio Nacional à Oeiras (dans la banlieue ouest de Lisbonne), la finale est prévue le 1er août 2020, au Stade municipal de Coimbra.
| 1er août 2020 20 h 45 | Benfica | 1 - 2   | FC Porto | Stade municipal, Coimbra |
|                       |         | (0 - 0) |          |                          |

## Droits de diffusion TV
Les matches suivants ont été ou seront retransmis en direct à la télévision portugaise:
| Tour                       | RTP | Sport TV | Canal 11                                                                                               | Valeur    |
| Trente-deuxièmes de finale | Coimbrões - FC Porto Alverca - Sporting | Coimbrões - FC Porto Alverca - Sporting | Tous les matchs                                                                                        | 50 000 €  |
| Trente-deuxièmes de finale | Alverca - Sporting Cova da Piedade - Benfica Coimbrões - FC Porto Leça - SC Braga                                                                    | | Tous les matchs                                                                                        | 50 000 €  |
| Seizièmes de finale        | FC Porto-V.Sétubal | FC Porto-V.Sétubal | Tous les matchs                                                                                        | 75 000 €  |
| Seizièmes de finale        | Vizela-Benfica SC Braga-Gil Vicente | | Tous les matchs                                                                                        | 75 000 €  |
| Huitièmes de finale        | Academico Viseu-Chaves Benfica-SC Braga | Academico Viseu-Chaves Benfica-SC Braga | Tous les matchs                                                                                        | 100 000 € |
| Huitièmes de finale        | FC Porto-Santa Clara Famalicão-Mafra | | Tous les matchs                                                                                        | 100 000 € |
| Quarts de finale           | FC Porto-Varzim Benfica-Rio Ave | FC Porto-Varzim Benfica-Rio Ave | Tous les matchs                                                                                        | 125 000 € |
| Quarts de finale           | Paços de Ferreira-Famalicão Académico Viseu-Canelas 2010                                                                                             | | Tous les matchs                                                                                        | 125 000 € |
| Demi finales               | Aller : Benfica-Famalicão (RTP1), (RTP Internacional) et (RTP Africa) Académico Viseu-FC Porto (RTP Internacional) Retour : FC Porto-Académico Viseu | Aller : Benfica-Famalicão (RTP1), (RTP Internacional) et (RTP Africa) Académico Viseu-FC Porto (RTP Internacional) Retour : FC Porto-Académico Viseu | Aller : Benfica-Famalicão Académico Viseu-FC Porto Retour : FC Porto-Académico Viseu Famalicão-Benfica | 150 000 € |
| Demi finales               | Aller : Benfica-Famalicão Académico Viseu-FC Porto Retour : FC Porto-Académico Viseu Famalicão-Benfica                                               | | Aller : Benfica-Famalicão Académico Viseu-FC Porto Retour : FC Porto-Académico Viseu Famalicão-Benfica | 150 000 € |
| Finale                     | Benfica - FC Porto | Benfica - FC Porto | Benfica - FC Porto                                                                                     | 300 000 € |